# (8645) 1988 TN
A (8645) 1988 TN a Naprendszer kisbolygóövében található aszteroida. Ueda Szeidzsi és Kaneda Hirosi fedezte fel 1988. október 5-én.